# 华金·里费
华金·里费 (加泰罗尼亚语：Joaquim Rifé，1941年2月4日—) ，西班牙足球运动员，前巴塞罗那足球俱乐部队长。曾在场上担任中场一职，退役后成为主教练。

## 球员生涯

### 俱乐部
作为巴塞罗那足球俱乐部的队长，里费代表巴塞罗那足球俱乐部参加了548场比赛。里费为巴塞罗那足球俱乐部效力了12个赛季（1964年到1976年）。

里费在巴塞罗那效力期间与荷兰足球传奇人物约翰·克鲁伊夫做过队友。

里费的首发出场次数在巴塞罗那足球俱乐部的历史上排名第九。
里费的巴塞罗那首秀是在1964年11月1日，在巴塞罗那同城德比对阵西班牙人，里费打入了本场唯一一粒进球，帮助巴萨拿下了本场比赛的胜利。

### 国家队
里费在1968–1970年代表西班牙出场4次打入1球。

里费的国家队首秀是在1968年2月28日西班牙VS瑞典（3-1）上演。里费在本场比赛打入一球，这也是他唯一一粒国家队进球。

## 教练生涯
退役后，里费成为了巴塞罗那的主教练，在1978-79赛季末，他和托雷斯一起执教球队。这对搭档帮助球队获得了欧洲优胜者杯的冠军。

里费在1981年成为了莱万特足球俱乐部的教练。

1984年，里费在巴塞罗那建立了一个足球学院，名为TARR，这个名字对应创始人的名字缩写：Torres，Asensi，Rexach和Rifé（均为巴塞罗那足球俱乐部的前球员）。

## 荣誉

### 球员
- 1次西甲冠军: （1973–74）[1][2]
- 2次 国王杯冠军: （1967–68）（1970–71）[1][2]
- 2次 欧洲杯冠军: （1965–66）（1971）[1][2]
- 1次国际城市博览会杯冠军：（1965-66）[1][2]

### 教练
- 1次 欧洲优胜者杯冠军: （1978–79）[1][2]